# Christian Mayer (Skirennläufer)
Christian Mayer (* 10. Jänner 1972 in Villach, Kärnten) ist ein ehemaliger österreichischer Skirennläufer. Er zählte für mehrere Jahre zu den besten Riesenslalomläufern, erzielte aber auch im Slalom und Super-G gute Erfolge. In seiner 15 Jahre andauernden Weltcupkarriere feierte Mayer sieben Siege, davon sechs im Riesenslalom und einen im Super-G. In der Saison 1993/94 entschied er den Riesenslalomweltcup für sich. Bei Olympischen Winterspielen gewann der zweifache österreichische Meister jeweils eine Bronzemedaille 1994 im Riesenslalom und 1998 in der Kombination; bei Weltmeisterschaften gewann er 1999 ebenfalls eine Bronzemedaille im Slalom.

## Biografie

### Sportkarriere
Christian Mayer wurde 1987 in den Nachwuchskader des Österreichischen Skiverbandes (ÖSV) aufgenommen und stieg ein Jahr später in den Europacup-Kader auf. Nach ersten Erfolgen in dieser Rennserie wurde der Absolvent der Skihandelsschule Schladming 1990 in das Weltcupteam aufgenommen. Im April 1991 gewann Mayer bei den Juniorenweltmeisterschaften in Norwegen Silber im Super-G und Bronze in der Kombination. Im Winter 1991/92 erreichte er dann seine ersten Top-10-Platzierungen im Weltcup und qualifizierte sich auch für die Olympischen Winterspiele in Albertville, wo er Zwölfter im Riesenslalom wurde. 1992 wurde er österreichischer Meister im Riesenslalom und in der Kombination.
Nachdem im Winter 1992/93 vordere Platzierungen ausgeblieben waren – auch für die Weltmeisterschaften in Morioka konnte er sich nicht qualifizieren – stieg der Kärntner in der Saison 1993/94 zum besten Riesenslalomläufer auf. Am 13. Dezember 1993 gewann er in Val-d’Isère als „Gruppe 2-Fahrer“, daher nur Start-Nr. 25, sein erstes Weltcuprennen und mit weiteren vier Podestplätzen entschied Mayer mit nur zwei Punkten Vorsprung auf den Norweger Kjetil André Aamodt den Riesenslalomweltcup für sich. Im Gesamtweltcup wurde er Elfter. Bei den Olympischen Winterspielen 1994 in Lillehammer lag Mayer im ersten Riesenslalomdurchgang noch in Führung, aber mit der zehnten Laufzeit im zweiten Durchgang fiel er auf den dritten Endrang zurück. In der Kombination schied er aus. Die Erfolge des letzten Jahres konnte Mayer in der 1994/95 nicht wiederholen. Nur zweimal kam er unter die besten zehn, einmal als Dritter des Riesenslaloms in Alta Badia auf das Podest. Auch im Winter 1995/96 stand er nur einmal als Zweiter im Slalom von Park City auf dem Podest (Sieg um eine Hundertstelsekunde verpasst), doch er konnte sich wieder regelmäßig unter den besten Zehn platzieren, womit er Platz acht im Slalomweltcup und Rang elf im Riesenslalomweltcup erreichte. Top-10-Resultate erzielte er auch bei den um ein Jahr verschobenen Weltmeisterschaften in der Sierra Nevada, wo er Sechster im Riesenslalom und Neunter im Slalom wurde. Weniger erfolgreich war wieder die Saison 1996/97, in der er zwar mehrmals unter die besten zehn fuhr, aber ohne Podestplatz blieb. Bei den Weltmeisterschaften 1997 in Sestriere verpasste er als Vierter in der Kombination nur knapp eine Medaille, im Super-G wurde er Zehnter.
Nach drei sieglosen Jahren fand Mayer ab der Saison 1997/98 wieder auf die Siegerstraße zurück. Am 21. Dezember 1997 gewann er auf der Gran Risa in Alta Badia seinen zweiten Weltcup-Riesenslalom und zwei Wochen später folgte beim Vitranc-Pokal in Kranjska Gora der dritte Sieg. Damit erreichte er im Riesenslalomweltcup hinter Hermann Maier und Michael von Grünigen den dritten Platz und zudem im Gesamtweltcup Rang neun. Bei den Olympischen Winterspielen 1998 in Nagano blieb er in seiner stärksten Disziplin Riesenslalom als Neunter hinter den Erwartungen, im Slalom hingegen erzielte er mit Platz fünf sein bestes Saisonergebnis und in der Kombination gewann er hinter Mario Reiter und Lasse Kjus die Bronzemedaille. In der Saison 1998/99 war Mayer nicht nur im Riesenslalom, sondern auch im Slalom und vor allem im Super-G erfolgreich. Zu Saisonbeginn stand er als Dritter in Aspen zum ersten Mal in dieser Disziplin auf dem Podest und nach einem zweiten Platz am Patscherkofel bei Innsbruck – beim Neunfachsieg der österreichischen Mannschaft wurde er nur von Hermann Maier geschlagen – gewann Christian Mayer am 11. März 1999 den Super-G in der spanischen Sierra Nevada. In der Endwertung erreichte er Platz vier im Super-G-Weltcup, Rang fünf im Riesenslalomweltcup und Platz sieben im Gesamtweltcup. Bei den Weltmeisterschaften 1999 in Vail/Beaver Creek gewann er nach zwei Olympiamedaillen nun auch seine erste WM-Medaille mit Platz drei im Slalom – nur zwei Hundertstelsekunden hinter dem zweitplatzierten Lasse Kjus. Zudem wurde er Vierter in der Kombination und Achter im Riesenslalom. Im Super-G war Mayer nur Zuschauer, denn trotz seiner beiden bereits vor der WM erzielten Podestplätze bekam er aufgrund der Dichte im österreichischen Super-G-Team keinen der vier Startplätze. In der Saison 1999/2000 erreichte Mayer noch einmal gute Ergebnisse auf breiter Front. Diesmal war aber der Riesenslalom wieder seine klar stärkste Disziplin. Während er im Slalom und Super-G je einen fünften Platz als bestes Resultat verbuchen konnte, gewann er im Riesenslalom gleich drei Rennen, am 22. Dezember 1999 in Saalbach-Hinterglemm, am 8. März 2000 in Kranjska Gora und am 11. März in Hinterstoder. Im Riesenslalomweltcup wurde er nur von Hermann Maier, der ebenfalls drei Rennen gewann, aber mehr Podestplätze vorweisen konnte, um knappe drei Punkte geschlagen; im Gesamtweltcup belegte er Rang acht.
Die Saison 2000/01 begann Mayer noch mit zwei fünften Plätzen in den Riesenslaloms von Sölden und Park City, danach fielen aber seine Leistungen deutlich zurück und er kam nur noch selten unter die schnellsten 15. Gründe dafür waren einerseits gesundheitliche Probleme, andererseits konnte er sich nur schwer auf die neue Carving-Technik einstellen. Infolge seiner schwachen Leistungen versäumte er nicht nur die Weltmeisterschaften in St. Anton, sondern wurde auch von der Nationalmannschaft in den A-Kader des ÖSV zurückgestuft. In den nächsten Jahren kam Mayer nur noch im Riesenslalom zu Weltcupeinsätzen. Nachdem er in der Saison 2001/02 zwar wieder drei Top-10-Plätze erzielt hatte, aber bei den Olympischen Spielen zum zweiten Mal in Folge bei einem Großereignis fehlte, konnte er sich im Winter 2002/03 noch einmal steigern und erreichte mit zwei zweiten Plätzen in Park City und Kranjska Gora sowie einem dritten Platz in Alta Badia den siebenten Rang im Riesenslalomweltcup. Dadurch stand einer Teilnahme an den Weltmeisterschaften 2003 in St. Moritz nichts im Wege, wo er aber mit Platz 14 im Riesenslalom seinen Aufwärtstrend nicht fortsetzen konnte. Auch im Weltcup konnte er danach nicht mehr mit der Spitze mithalten. In der Saison 2003/04 fuhr er noch zweimal unter die besten zehn, aber nachdem er in den nächsten beiden Jahren wieder mit gesundheitlichen Problemen zu kämpfen hatte und nur noch zweimal Weltcuppunkte gewann, gab der 34-Jährige am 9. März 2006 nach 15 Jahren im Weltcup seinen Rücktritt vom Skirennsport bekannt.

### Weiterer Werdegang
Nach Ende seiner aktiven Karriere absolvierte Mayer einen Lehrgang für Sportmanagement an der Universität Klagenfurt. Seit September 2006 arbeitet er für die slowenische Skifirma Elan, die im kärntnerischen Finkenstein einen Produktionsstandort unterhält, in den Bereichen Entwicklung, Test und Marketing. Daneben ist er auch in Entwicklung und Test für den italienischen Skischuhhersteller Dalbello tätig, veranstaltet Events für Firmen und in Zusammenarbeit mit der Kleinen Zeitung Racing Camps für Kinder.
Von 2007 an war Mayer bei Skiübertragungen als Kameraläufer und Co-Kommentator beim Österreichischen Rundfunk (ORF) engagiert. In den Jahren 2008 und 2010 nahm er an der ORF-Fußballshow „Das Match“ teil. Seit Dezember 2007 ist der Hobby-Fußballer Obmann des Krumpendorfer Sportklub Wörthersee – dem Fußballklub seiner neuen Heimatgemeinde Krumpendorf am Wörthersee. In seiner Freizeit ist er auch aktiver Golfer, seinen Ausflug in den Motorsport beendete Mayer nach einem Unfall wieder.

## Erfolge

### Olympische Winterspiele
- Albertville 1992: 12. Riesenslalom
- Lillehammer 1994: 3. Riesenslalom
- Nagano 1998: 3. Kombination, 5. Slalom, 9. Riesenslalom

### Weltmeisterschaften
- Sierra Nevada 1996: 6. Riesenslalom, 9. Slalom
- Sestriere 1997: 4. Kombination, 10. Super-G
- Vail/Beaver Creek 1999: 3. Slalom, 4. Kombination, 8. Riesenslalom
- St. Moritz 2003: 14. Riesenslalom

### Weltcupwertungen
Christian Mayer gewann einmal die Disziplinenwertung im Riesenslalom.
| Saison  | Gesamt | Gesamt | Abfahrt | Abfahrt | Super-G | Super-G | Riesenslalom | Riesenslalom | Slalom | Slalom |
| Saison  | Platz  | Punkte | Platz   | Punkte  | Platz   | Punkte  | Platz        | Punkte       | Platz  | Punkte |
| ------- | ------ | ------ | ------- | ------- | ------- | ------- | ------------ | ------------ | ------ | ------ |
| 1991/92 | 79.    | 71     | –       | –       | –       | –       | 27.          | 71           | –      | –      |
| 1992/93 | 82.    | 65     | –       | –       | –       | –       | 30.          | 30           | 34.    | 35     |
| 1993/94 | 11.    | 533    | –       | –       | –       | –       | 1.           | 496          | 35.    | 37     |
| 1994/95 | 34.    | 224    | –       | –       | –       | –       | 14.          | 125          | 20.    | 99     |
| 1995/96 | 17.    | 457    | –       | –       | –       | –       | 11.          | 215          | 8.     | 242    |
| 1996/97 | 28.    | 333    | –       | –       | 19.     | 85      | 21.          | 108          | 18.    | 137    |
| 1997/98 | 9.     | 590    | –       | –       | 29.     | 32      | 3.           | 429          | 22.    | 109    |
| 1998/99 | 7.     | 766    | 45.     | 20      | 4.      | 252     | 5.           | 297          | 12.    | 197    |
| 1999/00 | 8.     | 802    | 45.     | 16      | 11.     | 162     | 2.           | 517          | 24.    | 107    |
| 2000/01 | 36.    | 218    | –       | –       | 40.     | 16      | 13.          | 163          | 35.    | 39     |
| 2001/02 | 53.    | 122    | –       | –       | –       | –       | 15.          | 122          | –      | –      |
| 2002/03 | 38.    | 234    | –       | –       | –       | –       | 7.           | 234          | –      | –      |
| 2003/04 | 67.    | 98     | –       | –       | –       | –       | 20.          | 98           | –      | –      |
| 2004/05 | 143.   | 5      | –       | –       | –       | –       | 56.          | 5            | –      | –      |
| 2005/06 | 135.   | 8      | –       | –       | –       | –       | 50.          | 8            | –      | –      |

### Weltcupsiege
Mayer gewann sieben Weltcuprennen und stand weitere 16 Mal auf dem Podest. Insgesamt erreichte er 67 Top-10-Platzierungen.
| Datum             | Ort                  | Land       | Disziplin    |
| ----------------- | -------------------- | ---------- | ------------ |
| 13. Dezember 1993 | Val-d’Isère          | Frankreich | Riesenslalom |
| 21. Dezember 1997 | Alta Badia           | Italien    | Riesenslalom |
| 3. Jänner 1998    | Kranjska Gora        | Slowenien  | Riesenslalom |
| 11. März 1999     | Sierra Nevada        | Spanien    | Super-G      |
| 22. Dezember 1999 | Saalbach-Hinterglemm | Österreich | Riesenslalom |
| 8. März 2000      | Kranjska Gora        | Slowenien  | Riesenslalom |
| 11. März 2000     | Hinterstoder         | Österreich | Riesenslalom |

### Juniorenweltmeisterschaften
- Zinal 1990: 5. Riesenslalom, 6. Abfahrt, 20. Super-G
- Geilo 1991: 2. Super-G, 3. Kombination, 5. Riesenslalom, 8. Slalom, 11. Abfahrt

### Österreichische Meisterschaften
- österreichischer Meister im Riesenslalom und in der Kombination 1992

## Auszeichnungen
- 1994: Goldenes Verdienstzeichen der Republik Österreich[1]
- 1998: Silbernes Ehrenzeichen für Verdienste um die Republik Österreich[1]

Christian Mayer wurde außerdem vom Sportpresseklub Kärnten fünfmal (1994, 1996, 1998, 1999, 2000) zum „Kärntner Sportler des Jahres“ gewählt.